# 谢尔盖·梅尼亚伊洛
谢尔盖·伊万诺维奇·梅尼亚伊洛（romanized: Sergey Ivanovich Menyaylo；1960年8月22日—），俄罗斯政治人物，现任北奥塞梯-阿兰共和国首脑。他也曾于2014年至2016年担任塞瓦斯托波尔市长，2016年至2021年间担任俄罗斯联邦总统驻西伯利亚联邦管区全权代表。
他拥有中将和一级高级国家官员头衔。